# Мед
Мед је густа слатка сирупаста материја, производ медоносних пчела (лат. Apis mellifera или Apis mellifica) добијен од сабраних воћних и других сокова прерађених у пчелињем желуцу. Излучени сок одложен поклопљеном саћу хемијским реакцијама претвара се у мед. Према врстама биљака од које се добија, мед се разврстава у монофлорни (мед добијен од само једне врсте биљке, на пример, багрема) и полифлорни мед (мед добијен сакупљањем нектара са више врста биљака, као на пример, ливадски мед, шумски и др.). Мед је најважнији пчелињи производ, познат у људској исхрани још од праисторијског доба. По дефиницији, мед је чисти производ у коме нема додатака било које друге супстанце.
Мед добија своју слаткоћу од моносахарида фруктозе и глукозе, и има исту релативну слаткоћу као и гранулирани шећер. Он има атрактивна својства и особени укус због чега неки људи преферирају мед у односу на шећер и друге заслађиваче. Већина микроорганизама не расте у меду, тако да се запечаћени мед не квари, чак ни након неколико хиљада година. Међутим, мед понекад садржи дормантне ендоспоре бактерије Clostridium botulinum, што може да буде опасно за бебе, јер то може да доведе до ботулизма.

## Историја
Први знаци о коришћењу меда јављају се у сумерским и вавилонским текстовима писаним клинастим писмом. У почетку се користио као обредно средство у поливању прагова кућа и жртвеника. У мешавини са вином, мед се користио за поливање клинова светих грађевина. Мед се спомиње и у Библији, Курану и у списима многих грчких писаца.
У Египту се мед користио приликом балзамовања. У великом броју домаћинстава употребљавао се као заслађивач. Због своје драгоцености служио је и као средство плаћања а веровало се и да животиње храњене медом представљају посебан дар боговима.
У Античкој Грчкој мед се најчешће користио као дар боговима и душама умрлих. Грци су сматрали да је Медовина, алкохолно пиће са медом, свето пиће Олимпа.
У Европи се мед користио најчешће за исхрану, прављење малтера и напитака и као лековито средство. У Немачкој је током 11. века пиво заслађивано медом, а немачки феудалци су свој данак плаћали у пчелињем воску и меду.
На Америчким континентима колонизацијом Шпаније у 16. веку откривено је да су мексички и централноамерички домороци били искусни пчелари. Северноамерички народи називали су европске пчеле за муве белог човека.

## Име
Сама реч мед потиче од праиндоевропског  што се у старословенском транскриптовало као медъ, у литванском medus, у енглеском mead (медовина), у санскриту madhu, у грчком μεθυ (Вино), а у староирском mid. Тако су настали изрази у осталим индоевропским језицима, а понекад је назив добијен сличношћу с нечим другим (у германским језицима означава нешто златножуто) или пак заменом значења.

## Састав меда
| Типични састав меда   | Типични састав меда |
| --------------------- | ------------------- |
| Једињење              | Количина            |
| Фруктоза              | 38%                 |
| Глукоза               | 31%                 |
| Сахароза              | 10%                 |
| Вода                  | 17%                 |
| Пепео                 | 0,17%               |
| Остало                | 3,83%               |
| Извор: Sugar Alliance |                     |

Мед је мешавине од преко 70 разноврсних састојака. Тачан састав меда зависи од мешавине цвећа и биља чији нектар пчеле скупљају. Преко 80% меда чине угљени хидрати. Најзаступљенији су фруктоза и глукоза са преко 60%. Нешто мање од једне петине је вода, које најчешће има око 17%, док је сахароза (стони шећер) заступљена до 9%.
Количина воде у меду утиче на његову вискозност, тежину и кристализацију. Уколико је процентуално вода заступљенија, мед ће бити вискознији, а кристализација ће касније наступити. Вода је, у зависно од врсте меда, заступљена од 15% до 20%. Међутим заступљеност воде мења се приликом кристализације.
У састав меда улази и преко 20 киселина процентуално заступљене са око 0,50%. Заступљеност киселина и њихова pH вредност зависи од врста биља од којих је мед произведен, али и од географског локалитета.
Због велике концентрације хранљивих материја, мед се користи и у хранљиве и у лековите сврхе. Мед је посебно богат витаминима B и E групе, од којих највише има рибофлавина (око 40 g у 100 меда).

### Осмотски ефекат
| Намирнице        | aw          |
| ---------------- | ----------- |
| Дестилована вода | 1           |
| Бунарска вода    | 0.99        |
| Сирово месо      | 0.97 - 0.99 |
| Млеко            | 0.97        |
| Ђус              | 0.97        |
| Сланина          | < 0.85      |
| Мед              | 0.5 - 0.7   |
| Суво воће        | 0.5 - 0.6   |

Мед је првенствено мешавина два моносахарида. Она има слабу водену активност пре свега због веза молекула воде за молекуле шећера. Мале количине расположиве воде остаје микроорганизмима, што је неповољна средина за њихов развој.

### Водоник пероксид
Водоник-пероксид у меду се активира разблаживањем. За разлику од медицинског 3% водоник-пероксида, у меду је присутан у концентрацији од свега 1 mmol/L. Гвожђе у меду оксидује кисеоник (слободни радикали) ослобађајући водоник-пероксид:
Када се користи у свакодневном животу (на пример за санацију рана), водоник-пероксид се ствара разблаживањем са телесним течностима. Тада реагује као антисептик.

### Киселине
Киселост изражена у pH вредност меда креће се између 3,2 и 4,5. Око 0,5% меде чине киселине које доприносе његовом мирису и укусу. Органске киселине које се налазе у меду укључују и глукозне, метанске, сирћетне, млечна, оксолова, лимунске, јабукове, пироглуматске, глукозна-6-фосфатне киселине. Ниво њихове распрострањености утиче на непромењености броја микроорганизама. Уколико је pH вредност мања могући је благи раст бактерија.

## Нутритивне вредности
У 100 g меда налази се енергијска вредност од око 1320 kJ док иста количина шећера садржи 1600 kJ. Укупна количина угљених хидрата је 82.1g у 100g меда, односно 100g у 100g у шећеру.
1 kg меда има хранљивост исто колико и 50 кокошијих јаја, 3 kg рибе, 1 kg шунке, 2,5 kg телећег меса, 6 kg поморанџи или 10-12 kg поврћа.

## Врсте меда
| Врсте меда | Врсте меда |
| ---------- | --- |
|            | Amorpha fruiticosa Аморфин мед је карактеристично црвене боје са благим мирисом и укусом. Због специфичног састава цењен је у исхрани. Подручје аморфе јесте дуж Саве и Одре, те између Новске и Окучана, Јасеновца и Старе Градишке. Цвета почетком јуна, а ретко кад добро замеди, можда једном у десет година. Црвенкаста боја упућује на богатство минералних састојака, који опуштајуће и умирујуће делују након свих напора у току дана. |
|            | Robinia pseudoacacia Багремов мед изразито је светле жуте боје, благог угодног мириса и укуса, лаган и укусан, препоручује се деци и реконвалесцентима. Багрем потиче из Северне Америке, а његове се шуме простиру на подручју панонске регије. Воли песковита тла. Шумари га користе у засадима за заштиту од ерозија. Цвета у првој половини маја. У зависности од рељефа и климатских прилика може цветати и медити до краја маја. Због својих особина убраја се у најцјењеније врсте меда. Помаже код несанице, умирује превише надражени нервни систем и отклања последице нагомиланог стреса. Месецима остаје у текућем стању и један је од врста меда који се врло споро кристалише зато што у саставу садржи више фруктозе од глукозе. Саме пчеле добро и успешно презимљују ако им се осигура зимовање на багремовом меду. Багремов мед добар је за умирење, код вртоглавице, несанице и сличних сметњи. Препоручује се узимање с чајем од камилице, јер се тако појачава деловање меда и чаја. Такође је препоручљиво узимање увече пре спавања. Јаких и обилних багремових паша за пчеле налазимо готово у свим копненим крајевима Србије и околних земаља у којима је некад сађен или се проширио природним путем као врло прилагодљива биљка. |
|            | Paliurus spina-christi Драчин мед жут је или затворено жут, без мириса, слатка, мало опорог укуса. Брзо се кристалише у крупне кристале. На Балкану је драчин мед специфичан за подручје Далмације на којем та биљка и расте. |
|            | Phacelia tanacetifolia Фацелијин мед светложут је или бел, угодног мириса и укуса. Спада у боље врсте меда. Фацелија цвета 16 — 20 дана. |
|            | Fagopyrum esculentum Хељдин мед — (хељда, Fagopyrum esculentum L.) најтамнији је мед међу цветним врстама, врло оштрог мириса и укуса. Кристализше се у средње крупне кристале, али не потпуно. Хељдиног меда има у врло малим количинама и специфичан је за подручје. Подручја у свету позната по производњи хељдина меда јесу Минесота, Њујорк, Охајо, Пенсилванија и Висконсин, а производи се и у источном дијелу Канаде. |
|            | Salvia officinalis Кадуљин мед (кадуља или жалфија, Salvia officinalis)- конзумира се против прехлада јер омогућује лакше избацивање слузи из душника и бронхија, па и из желуца и једњака. Тако се болесник боље осећа те му се враћа апетит. Чај с медом од кадуље не сме се узимати врућ, већ млак. Љековитост кадуљина меда убрајамо у водећу групу меда за лијечење респираторних органа и путова, као и за јачање имунитета. |
|            | Castanea Кестенов мед — таман је, а тамна боја варира му зависно о поднебља и године, препознатљивог је мириса и изразито карактеристичног, помало горког оууса. Снагом својих личних својстава повољно делује на целокупни систем за варење. Подстиче рад црева, олакшава рад преоптерећене јетре] и жучи те штити желучану и цревну слузницу. Кестенов мед препоручује се против болести органа за варење: желуца, дванаесника, жучи и јетре. Мед кестена има изванредно деловање у опоравку код жутице, после операције жучи и сл. Препоручује се још узимање с чајем од столисника, камилице, шипка и мајчине душице. |
|            | Lavandula angustifolia Лавандин мед — богатог и угодног укуса, може бити тамнији или светлији. Посебно се препоручује да га склони поленовим алергијама узимају сваки дан, да организам припреме за велику пролећну изложеност полену. Овај се мед добија од хиљада разних цветова ливадног и грмоликог биља. Специфична структура биљних врста, посебно планинских где клима и паша чине мед препознатљивим, може обележити и равничарски мед. |
|            | Tilia * Липов мед — бистар, готово прозиран, угодног мириса и врло блага укуса. Конзумирање липовог меда доноси олакшање код прехлада, упала дисајних органа и органа за варење и неких бубрежних обољења. Неизмерно значење има у избацивању штетних твари из организма јер поспешује метаболизам. Мед од липе смирује грчеве, примењује се против бубрежних болести. Против прехладе, помаже при искашљавању. У Србији је познато подручје планине Фрушке горе на којој се налази највећа површина липове шуме у Европи. Током јуна Фрушка гора је врло посећена од стране пчелара. Мора се узети у обзир да се мед од липе не сме давати особама које пате од болести срца и крвних судова, што исто тако вриједи и за чај од липе. |
|            | Разноврсне ливадске биљке Ливадски мед — пчелињом стрпљивошћу сакупљено богатство цветне ливаде. Снагом разноврсних састојака повољно утиче на децу у развоју, старије особе, као и све оне којима је потребан опоравак и додатна енергија. Препоручује се свакодневна примена. Ливадни мед јесте мед од разног ливадског цвећа па му је према томе и деловање широко. Користи се у дневној прехрани, деце и старијих особа. Судећи према количинама ливадског меда, ливаде су значајна паша за све пчеле иако и „праве” ливаде губе битку пред сваким даном све јачом индустријом. |
|            | Rubus idaeus Малинов мед |
|            | Taraxacum Маслачков мед |
|            | Quercus Мед од храстове медљике — тамноцрвенкаст је, густ и растезљив, слабог мириса по храсту, опорог укуса, пали у грлу. У нас је мање цијењен, али је тражени извозни артикл. |
|            | Fagus Мед од букове медљике — има сличне али блаже изражене карактеристике. |
|            | Црногорично дрво Мед од црногоричне медљике |
|            | Abies Мед од јелове медљике — више је цењен, зеленкасте је нијансе, угодног укуса и мириса. Спада у најцењеније европске медове. Скупља се с лиснатих уши (лацхнидае) од половине јуна до, зависно од климе и специфичног положаја, касне јесени. |
|            | Picea abies Мед од смрекове медљике |
|            | Melissa officinalis Мед од матичњака |
|            | Mentha Метвичин мед тамноцрвенкаст је, јаког и оштрог слаткокиселог укуса. После врцања брзо се кристализује и мења боју у тамножуту. |
|            | Arbutus unedo Планичин мед жут је, горког укуса. Планика је распрострањена у Средоземљу. |
|            | Brassica napus Репичин мед — (репица, Brassica napus var. oleifera L.) светложут је. Након врцања одмах се кристализује. Мед репице садржи велик број цветног полена. |
|            | Rosmarinus Officinalis Рузмаринов медсветао је, прозиран и бистар, без мириса, угодног и благог укуса. Након врцања претвара се у фине ситне кристале. Кристализацијом мед рузмарина постаје потпуно бео. |
|            | Helianthus annuus Сунцокретов мед жут је, слабог мириса по биљци, слатког до мало трпког укуса. После врцања брзо се кристалише у крупне кристале и стврдне. Сунцокрет је позната уљарица. У нас највише успијева у Банату, те у осталим деловима Војводине. Медењу погодује стално, лепо време с довољно влаге у ваздуху. Кад цвета, прво меде крајњи цветови, па тек након 5 — 6 дана средишњи. |
|            | Salix Врбов мед у течном је стању затвореножут с мало зеленкастог прељева, укуса врбовог сока. Чим се изврца, кристалише се у ситне кристале и поприми сивкасту боју. |
|            | Calluna vulgaris Вријесков мед жут је до тамножут, слабог мириса, угодног специфичног укуса. Кристалише се након 2 — 3 месеца. Вријеска има на подручју Горског котара, Лике (околине Госпића), око Дуга Реса\|Дуге Ресе]] и на Кордуну. Познато станиште вријеска су крашка поља у БиХ (Ливањско, Гламочко, Купрешко). |

### Мешавине
Најраспрострањенији мед данашњице је мешани мед добијен мешањем две или више врста различитог меда. Најчешће је то мешавина сличних врста са истог подручја, мада све чешће су мешавине меда са различитих географских средина и различитих биљака.
Мешани мед се најчешће користи у лековите сврхе, где је највећу примену пронашао у кинеској традиционалној медицини.

## Производња меда
Према извештају Пољопривредне и Прехрамбене организације Уједињених нација, током 2005, Кина, Турска и Сједињене Америчке Државе били су највећи произвођачи меда.
Мексико је један од великих снабдевача светског тржишта. Удео у светској производњи меда креће се око 10%. Међутим много већу производњу бележи Јукатан, која се по производњи меда у свету, налази на трећем месту. Обе земље мед углавном производе на традиционални начин.
Србија је земља богата бујном вегетацијом што је омогућава велики производни капацитет. Иако су капацитети око 10.000 t меда годишње, у Србији се производи између 4.000 t и 5.000 t. У зависности од поднебља, производе се неколико врста меда. Уколико су климатски услови погодни у неким деловима произведе се и по 30kg чистог меда годишње из једне кошнице.

## Медицинска употреба и лековита својства меда
Лековита својства меда су:
- мед добро утече на моторику желуца и црева
- конзумацијом меда 120 грама дневно током двадесетак дана смањује се холестерол за око 20% и повећава активност леукоцита за отприлике 7% и хемоглобина за 10 - 20%.
- редовна конзумација меда узрокује побољшање крвне слике због садржаја малих количина соли гвожђа, мангана, бакра и кобалта.

## Категорије меда
Квантитативним истраживањима утврђено је да се мед може сврстати у 5 категорија према односу биљних честица:
- категорију чине поленом сиромашан мед. У ову врсту спадају нпр. лавандин мед, липов мед, наранџин мед и луцеркин мед.
- категорију представља средња количина биљних честица. Та категорија обухвата већину на хигијенски начин добијених врсти цеђеног меда разних цветних пчелињих паша, али и већина меда од медљике. У овој категорији мед има 20.000 - 100.000 биљних честица на 10 грама меда.
- категорију представљају врсте екстремно богате биљним честицама на 10 грама од 100.000 - 500.000
- категорију представљају врсте са 500.000 - 1.000.000 биљних честица на 10 грама мед]]а. То је на пример кестенов мед, неке воћне врсте шумског меда и сл. У њима је количина поленових зрна одређене врсте 90 и више посто
- категорију представљају екстремно богати медови који се добивају поступком пресовања.

## Ферментација меда
Узроци ферментације меда су: 
- хидроскопност меда - способност је упијања влаге из ваздуха па долази до повећања количине воде у површинском слоју меда.
- присутност осмофилних и осталих квасаца у меду који подносе високе концентрације шећера у меду.

Ферментацији је подложнији мед у фази пре и у току кристализације, јер долази до стварања кристала глукозе уз издвајање текуће симпасте фазе на површини коју чини фруктоза, која тако издвојена садржи већу количину воде него у нормалним условима. Ферментација меда слична је као и алкохолно врење, а препознаје се појавом страних мириса у меду.